# Steiner-Optik

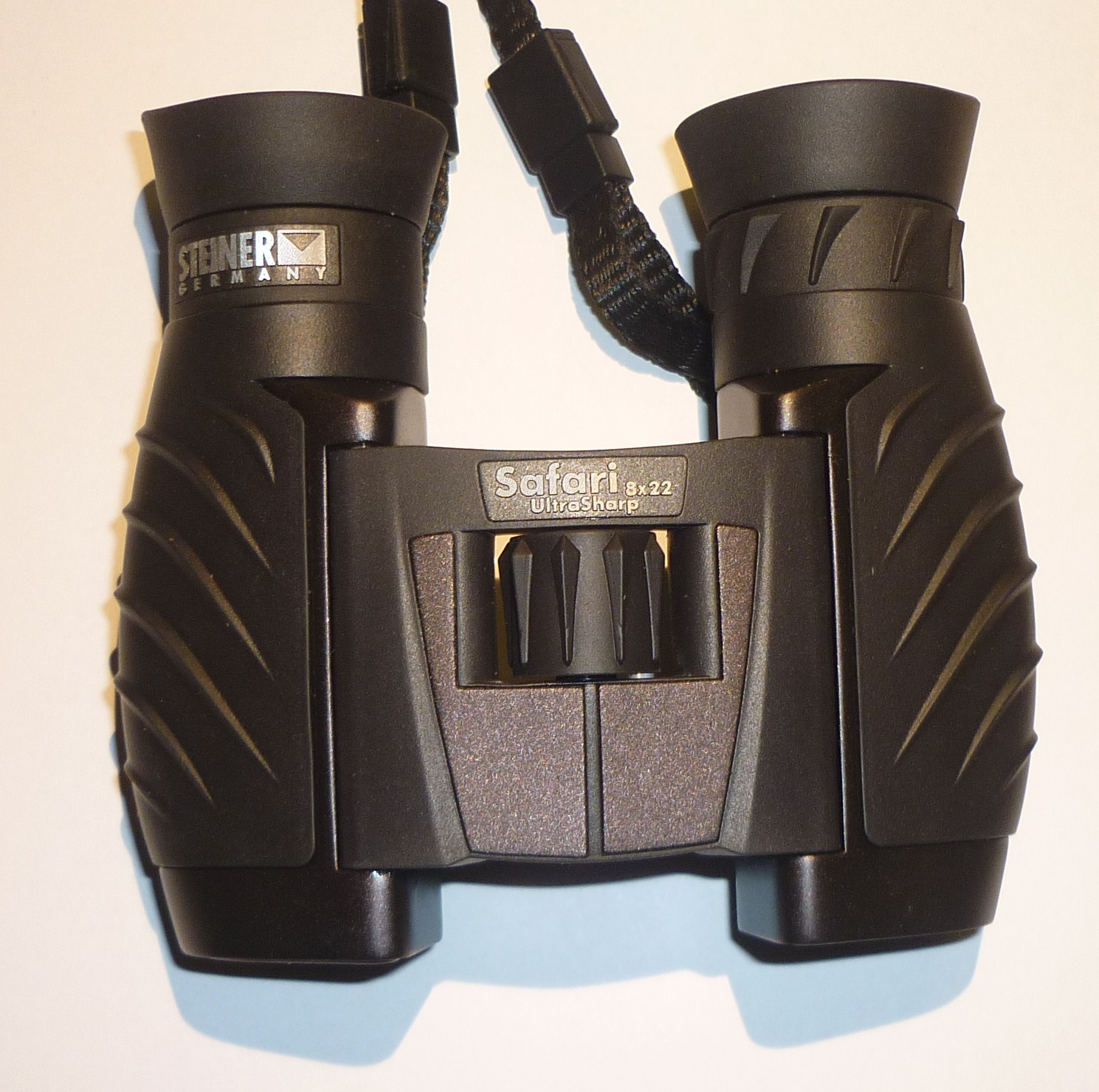
Kompaktfernglas 8x22

Steiner-Optik con sede a Bayreuth è un costruttore tedesco di apparecchi ottici per impieghi civili e militari. Dal 2008 appartiene al gruppo Beretta Holding. La produzione comprende binocoli, cannocchiali e ottiche di mira. L'impiego avviene in ambito civile come la caccia, lo sport e impieghi militari. Annualmente vengono prodotti 200.000-250.000 binocoli, dei quali 80% esportato.

## Storia
Karl Steiner fondò la società il 28 novembre 1947. Il primo prodotto fu la macchina fotografica compatta Steinette. Dal 1955 iniziò la produzione massiva di binocoli. Nel 1965 la Bundeswehr approvò l'utilizzo del prodotto Fero-D 12 in uso dal 1966 al 1972. Venne impiegato per la prima volta il Makrolon come materiale per il corpo binocolo, usato ancora oggi. Il 10% delle vendite è in ambito militare a livello mondiale. Nel 1989 viene siglato l'accordo per la fornitura di 72.000 binocoli alla US Army.
Tra le innovazioni il primo binocolo con bussola e il primo con filtro protettivo anti-laser.